# Corinne Cléry
Corinne Cléry, nome artístico de Corinna Piccolo (Paris, 23 de março de 1950), é uma atriz francesa.
Começou sua carreira no fim dos anos 60 como Corinne Piccolo, que abandonou pelo nome com o qual se tornou famosa no cinema. Corinne apareceu para o grande público no erótico e polêmico filme A História de O, baseado no livro de submissão sadomasoquista de Pauline Réage, que causou polêmica na época de seu lançamento em 1975, e no qual trabalhou nua a maior parte do tempo. Com isso, teve sua imagem ligada ao erotismo, principalmente depois de posar para a revista masculina francesa Lui, que vendeu milhões de cópias em reproduções pelo mundo.
Com essas credenciais, Corinne foi escalada para bond girl do filme 007 contra o Foguete da Morte, de 1979, como Corinne Dufour, uma piloto de helicóptero que trai seu patrão, o vilão Hugo Drax, por se envolver com James Bond e é assassinada por isso.
Depois disso, Corinne voltou sua carreira para a Europa, principalmente na Itália, onde trabalha até hoje.